# Tauá
Tauá é um município brasileiro do estado do Ceará, na região do sertão dos Inhamuns. É o segundo maior município cearense em área territorial, inserido por completo no bioma da caatinga. Sua colonização remonta ao século XVIII. 
Possui uma população de 61.223 habitantes, de acordo com o Censo demográfico de 2022 feito pelo IBGE.

## Etimologia
Tauá é uma palavra de origem indígena que significa "barro vermelho" em tupi. Chamou-se inicialmente São João do Príncipe e São João do Príncipe dos Inhamuns. Entretanto, Gomes de Freitas prefere que o significado de Tauá seja "cidade antiga".

## História

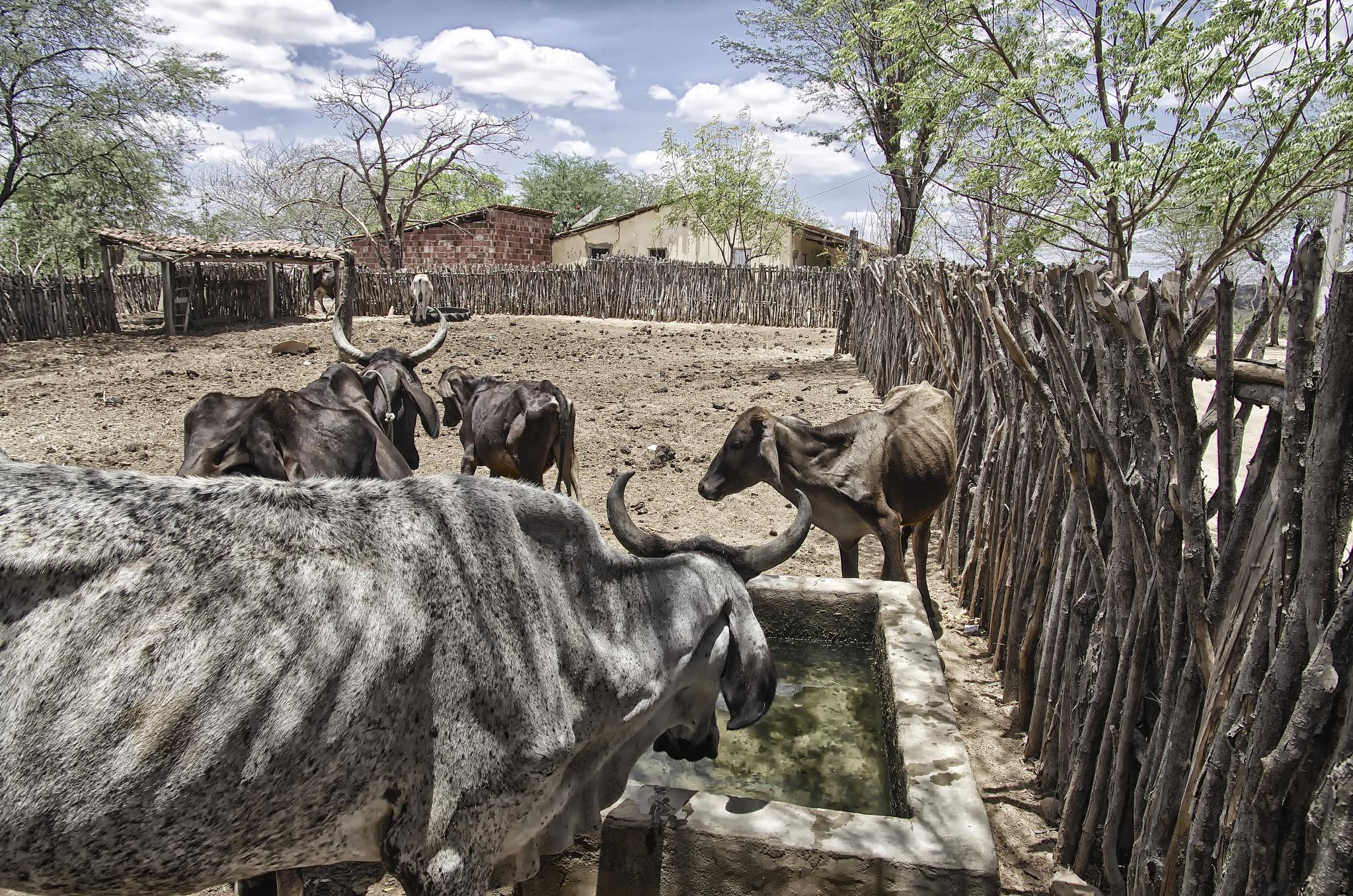
Típica fazenda de criação de gado em Tauá. A expansão da pecuária foi importante na ocupação da região já durante o século XVIII.

Com a emancipação do Estado do Ceará, em 1799, surge a necessidade de povoar o sertão, ainda pouco habitado, a partir dessa necessidade são fundadas, a partir dos pequenos núcleos populacionais existentes, as primeiras vilas, esse processo de expansão e instalação de vilas inclui a então Fazenda dos Feitosa nos Inhamuns, que em uma homenagem singela ao Príncipe Regente (que viria a ser D. João VI), a vila instalada em maio de 1802, recebe o nome de São João Príncipe. No dia 2 de dezembro de 1889, o local passou a se chamar São João do Príncipe dos Inhamuns. Recebeu a categoria de cidade em 2 de agosto de 1929.

### Surgimento da cidade
Em uma portaria de 14 de dezembro de 1801, foi indicado o ouvidor da Capitania Gregório da Silva para viajar até aquela localidade e estudar a possibilidade de sua elevação à vila.
Se observou a prestação de diversas homenagens à comitiva pela população e, em cerimônia realizada com a presença de todos, foi lida a ata que erigia a povoação em Vila com a denominação de São João do Príncipe, a 03 de 
maio de 1802. Comarca é uma divisão territorial representada pelo Poder Judiciário. Em 1889, o Marechal Deodoro da Fonseca Proclamou a República no nosso país. Em seus primeiros dias, procurou-se eliminar todos os traços do extinto regime monárquico.
Uma das consequências dessa nova ordem foi a mudança da designação da Vila para São João do Príncipe dos Inhamuns, em 2 de fevereiro de 1889. Esse nome veio a ser substituído pela Lei no 485 de 14 de outubro de 1898 pelo seu atual nome: Tauá. Pela Lei Estadual no 2677 de 02 de agosto de 1929, a vila foi transformada em cidade na administração de Dr. Manuel do Nascimento Fernandes Távora, primeiro interventor federal no Ceará.
Durante muitos anos ocorreu uma terrível luta entre Monte e Feitosa, com a participação de diversas localidades, cujos nomes servem de exemplo para aquela fase: Riacho do Sangue, Trincheiras, Cruzes, Tropas, Emboscada. Após essa luta, diversas outras também aconteceram e foram importantes para a formação da sociedade local.
Podemos citar os confrontos entre os Araújos e Maciéis, os Viriatos e Calangos e os Cunhas e Patacas. Após essas lutas, Tauá surgiu como um pacato lugarejo, em pleno sertão dos Inhamuns.
Em 2011, entrou em operação a Usina Solar Tauá, primeira usina solar a gerar eletricidade em escala comercial no Brasil, com potência instalada de 1 MW.

### Intendentes e Prefeitos[6][7]
1. Benone Teles de Sousa Vale, fazendeiro (1890-1894)
2. Major João Freire Cidrão, fazendeiro (1894-1896)
3. José de Sousa Vale, fazendeiro (1896-1900)
4. Coronel Lourenço Alves Feitosa e Castro, fazendeiro (1900-1912)
5. Coronel Eufrásio Alves de Oliveira, fazendeiro (1912-1914)
6. Coronel Lourenço Alves Feitosa e Castro, fazendeiro (1914-1915)
7. Francisco Alves Ferreira, comerciante (1915-1917)
8. José de Araújo Feitosa, fazendeiro (1917-1919)
9. Coronel Domingos Gomes de Freitas, comerciante (1919-1926)
10. Capitão Joaquim Alves Ferreira, comerciante (1926-1928)
11. Joel Marques, comerciante, (1928-1930)
12. Aristides Cavalcante Freitas, fazendeiro (1930)
13. Coronel Francisco das Chagas Nogueira Caminha, militar (1930-1931)
14. Coronel Ózimo de Alencar Lima, militar (1931-1933)
15. José Jaime de Alencar, funcionário público (1933)
16. Manuel Trajano Borges, dentista (1933-1935)
17. Odilon Silveira Aguiar, funcionário Público (1935-1936)
18. Joel Marques, comerciante (1937-1943)
19. Sebastião Marques, comerciante (1943-1945)
20. Coronel Cristovão Peixoto de Holanda, militar (1945)
21. Doutor Joaquim de Castro Feitosa, engenheiro agrônomo (1945)
22. Antônio Jataí Sobrinho, fazendeiro (1945-1947)
23. Marçal Alexandrino de Oliveira, fazendeiro (1947-1951)
24. Flávio Alexandrino Nogueira,  fazendeiro (1951-1955)
25. Moacir Pereira Gondim, funcionário público (1955-1959)
26. Gerardo Feitosa de Sousa, fazendeiro (1959-1963)
27. Doutor Júlio Gonçalves Rêgo, médico (1963-1966)
28. Genésio Rodrigues Loiola, fazendeiro (1966-1967)
29. Doutor Domingos Gomes de Aguiar, médico (1967-1971)
30. Doutor Alberto Feitosa Lima, médico (1971-1973)
31. Doutor Domingos Gomes de Aguiar, médico (1973-1976)
32. Joaquim de Sousa Bastos, comerciante (1976-1982)
33. Pedro Pedrosa de Castro Castelo, fazendeiro (1982-1988)
34. José Leitão da Costa Lima (1988-1992)
35. Pedro Pedrosa de Castro Castelo (1992-1995)
36. Marco Aurélio Moreira de Aguiar (1995-1996)
37. Luiz Tomás Dino (1996)
38. João Antônio da Luz (1997-1999)
39. Antônio Roney Reis Gonçalves (1999)
40. João Antônio da Luz (1999-2000)
41. Patrícia Pequeno Gomes de Aguiar (2001-2008)
42. Odilon Silveira Aguiar (2009-2012)
43. Patrícia Pequeno Gomes de Aguiar (2013-2016)
44. Carlos Windson Cavalcante Mota (2017-2018)
45. Carlos Frederico Citó César Rêgo - Fred Rêgo (2018-2020)
46. Patrícia Pequeno Costa Gomes de Aguiar (2021 até os dias atuais)

## Geografia

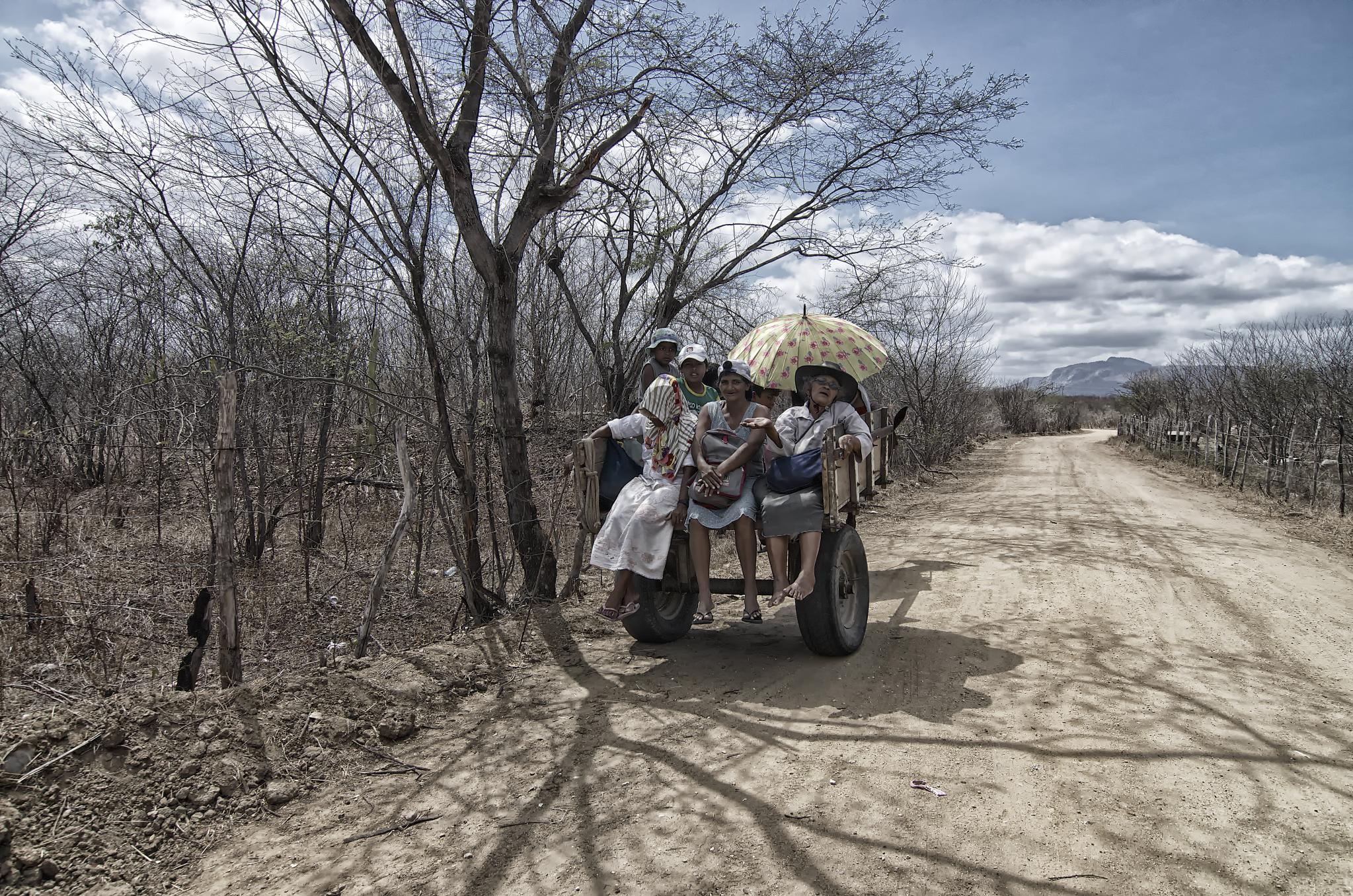
Aspecto da vegetação durante o período de estiagem

O município de Tauá é formado por oito distritos, num total de 4.018,162 km² . Está localizado a 337 quilômetros de distância da capital cearense, Fortaleza. O acesso sendo feito através da BR-020.
No município nasce o rio Jaguaribe, na vila da Barra, onde há a confluência dos principais rios que cortam o seu território, sendo eles: Trici, Carrapateiras, Favelas e Puiú.

### Clima
Tauá apresenta clima semiárido, quente e com chuvas concentradas de janeiro a abril e índice pluviométrico de aproximadamente 600 milímetros (mm) anuais. A umidade do ar chega a níveis críticos na estação seca, especialmente entre os meses de agosto a novembro, podendo ficar abaixo dos 20%, caracterizando estado de atenção, bem abaixo dos 60% recomendados pela Organização Mundial da Saúde (OMS).
Segundo dados da estação convencional do Instituto Nacional de Meteorologia (INMET) no município, situada no bairro dos Colibris, referentes ao período de 1968 a 1970 e a partir de 1973, a menor temperatura registrada em Tauá foi de 11,6 °C em 26 de julho de 1975 e a maior atingiu 39,4 °C em 19 de outubro de 2016. O maior acumulado de precipitação em 24 horas atingiu 101,4 mm em 20 de fevereiro de 1985. O mês de maior precipitação foi abril de 1974, com 365 mm, seguido por abril de 1985 (345,5 mm).
| Dados climatológicos para Tauá | Dados climatológicos para Tauá | Dados climatológicos para Tauá | Dados climatológicos para Tauá | Dados climatológicos para Tauá | Dados climatológicos para Tauá | Dados climatológicos para Tauá | Dados climatológicos para Tauá | Dados climatológicos para Tauá | Dados climatológicos para Tauá | Dados climatológicos para Tauá | Dados climatológicos para Tauá | Dados climatológicos para Tauá | Dados climatológicos para Tauá |
| Mês | Jan                            | Fev                            | Mar                            | Abr                            | Mai                            | Jun                            | Jul                            | Ago                            | Set                            | Out                            | Nov                            | Dez                            | Ano                            |
| --- | ------------------------------ | ------------------------------ | ------------------------------ | ------------------------------ | ------------------------------ | ------------------------------ | ------------------------------ | ------------------------------ | ------------------------------ | ------------------------------ | ------------------------------ | ------------------------------ | ------------------------------ |
| Temperatura máxima recorde (°C) | 37,6                           | 37,1                           | 37,6                           | 36,2                           | 35,7                           | 36,8                           | 35,1                           | 37,1                           | 39,1                           | 39,4                           | 38                             | 38,2                           | 39,4                           |
| Temperatura máxima média (°C) | 32,6                           | 32                             | 31,6                           | 30,8                           | 30,9                           | 31,2                           | 31,9                           | 33                             | 34,4                           | 34,9                           | 34,8                           | 34                             | 32,7                           |
| Temperatura média compensada (°C) | 27,4                           | 26,7                           | 26,3                           | 25,7                           | 25,6                           | 25,4                           | 26                             | 26,9                           | 28,1                           | 28,9                           | 29,1                           | 28,6                           | 27,1                           |
| Temperatura mínima média (°C) | 23                             | 22,4                           | 22,1                           | 21,8                           | 21,2                           | 20,1                           | 20,2                           | 21                             | 22,2                           | 22,9                           | 23,3                           | 23,4                           | 22                             |
| Temperatura mínima recorde (°C) | 18,2                           | 16,8                           | 17,3                           | 15,8                           | 14                             | 13,1                           | 11,6                           | 13,7                           | 16,4                           | 17,8                           | 18,6                           | 18,2                           | 11,6                           |
| Precipitação (mm) | 109,3                          | 94,8                           | 142                            | 126,9                          | 50,4                           | 16,5                           | 9,8                            | 6                              | 1,8                            | 5,9                            | 5,7                            | 30,7                           | 599,8                          |
| Dias com precipitação (≥ 1 mm) | 7                              | 8                              | 11                             | 11                             | 7                              | 2                              | 2                              | 1                              | 1                              | 1                              | 0                              | 2                              | 53                             |
| Umidade relativa compensada (%) | 62,3                           | 67,5                           | 72,5                           | 75,9                           | 71,3                           | 60,6                           | 51,3                           | 44,4                           | 42                             | 43,4                           | 44,8                           | 49,7                           | 57,1                           |
| Insolação (h) | 175,3                          | 152,8                          | 168,8                          | 164,9                          | 196,7                          | 222,5                          | 253,5                          | 277,2                          | 277,8                          | 272,3                          | 242,2                          | 208,9                          | 2 613,1                        |
| Fonte: Instituto Nacional de Meteorologia (INMET) (normal climatológica de 1981-2010; recordes de temperatura: 01/01/1968 a 31/07/1970 e 01/01/1973-presente) |                                |                                |                                |                                |                                |                                |                                |                                |                                |                                |                                |                                |                                |

## Geologia
Entre Tauá e Mombaça, há ocorrências de minério de ferro de origem hidrotermal dispostas ao longo da Zona de Cisalhamento Sabonete-Inharé.

## Demografia
A população do município de Tauá é do tipo diversa, com cerca de 42,1% na zona rural e 57,9% na zona urbana.A maioria da população vive da agricultura e pecuária. Parte da população vive dos serviços, dos programas de transferência de renda do Governo Federal, serviço público e de aposentadoria/pensionato.
O Índice de Desenvolvimento Humano Municipal, o IDH-M é de 0,633.
| Crescimento populacional | Crescimento populacional | Crescimento populacional | Crescimento populacional | Crescimento populacional | Crescimento populacional | Crescimento populacional |
| Ano                      | 1991                     | 1996                     | 2000                     | 2007                     | 2010                     | 2022                     |
| ------------------------ | ------------------------ | ------------------------ | ------------------------ | ------------------------ | ------------------------ | ------------------------ |
| População                | 51.339                   | 50.090                   | 51.948                   | 54.273                   | 55.716                   | 61.223                   |

Em 2010 a população era constituída por 27.393 homens e 28.359 mulheres.

### Religião
As primeiras manifestações religiosas datam da doação de um patrimônio para a construção da capela dedicada a Nossa Senhora do Rosário, feita pelo Sargento-Mor José Rodrigues de Matos. Destacam-se também as Festas Religiosas que ocorrem no decorrer do ano, como a de Jesus, Maria e José em Marrecas, onde é festejada a terceira maior festa religiosa do Estado do Ceará. Santa Rita de Cássia de Marruás, Nossa Senhora do Carmo na vila de Flores, entre outras.
A maior parte da população professa a fé católica, o município conta com uma população expressiva de evangélicos.

## Subdivisões
Os oito distritos de Tauá são:
- Tauá – sede da administração municipal.
- Barra Nova – com sede na vila de Bom Jesus.
- Carrapateiras – com sede na vila de Poço da Onça.
- Inhamuns – com sede na vila de Vera Cruz.
- Marrecas – com sede na vila homônima.
- Marruás – com sede na vila homônima.
- Santa Tereza – com sede na vila homônima.
- Trici – com sede na vila de Flores.

## Infraestrutura

### Educação
Tauá conta com escolas nos três níveis de educação (pré-escolar, fundamental e médio), suprindo a demanda de sua população e atendendo alguns alunos de municípios vizinhos.
No ensino médio, atualmente tem dois colégios que oferecem cursos técnicos integrados que são a Escola Estadual de Educação Profissional (EEEP) Monsenhor Odorico de Andrade, cujo são os cursos de Administração, Agropecuária, Desenvolvimento de Sistemas, Enfermagem e Sistemas de Energias Renováveis, e o IFCE que disponibiliza os cursos de Agropecuária e Redes de Computadores. Para o ensino superior, o IF disponibiliza o curso superior de Letras Português/Inglês. A cidade também tem um campus da Universidade Estadual do Ceará, o CECITEC, que conta com os curso de Ciências Biológicas, Química, Medicina Veterinária e Pedagogia.

### Comunicação
Existem três rádios locais: a Rádio Difusora dos Inhamuns, a Cultura FM e a Trici FM. A cidade também conta com uma geradora de televisão, se trata da TV Sinal, afiliada da TV Cultura. A cidade também possui retransmissoras da TV Verdes Mares,  TV Jangadeiro, TV Diário e TV Ceará.

## Cultura

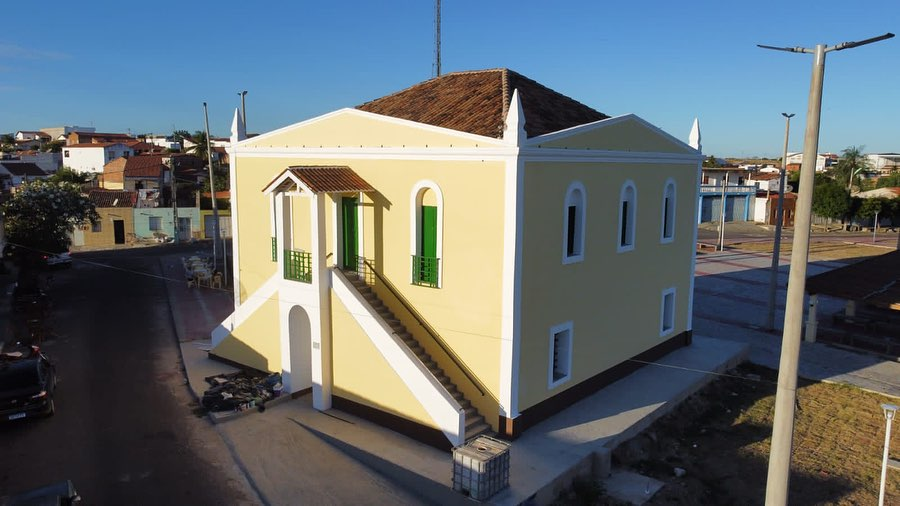
Museu dos Inhamuns

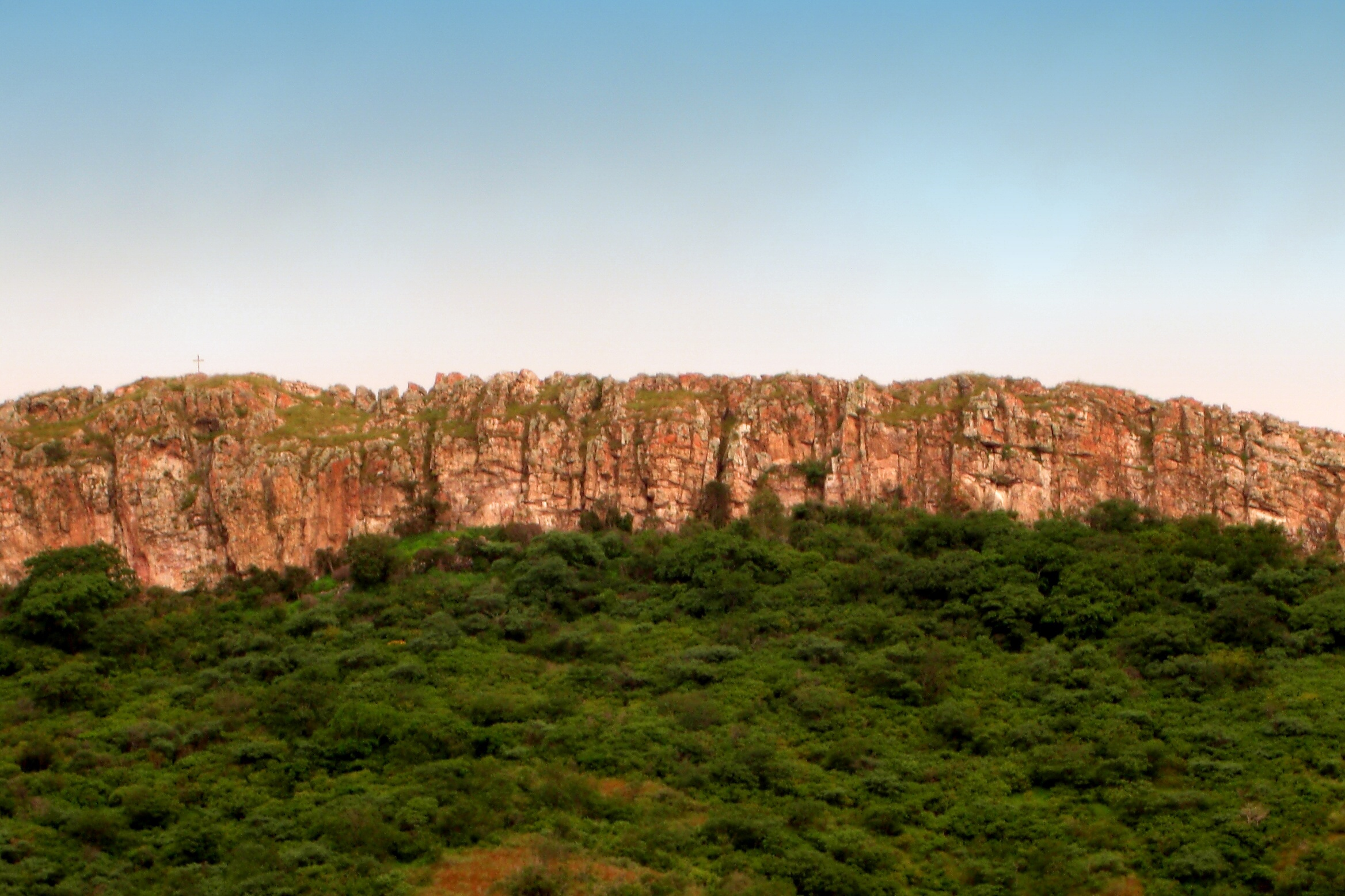
Serrote Quinamuiú

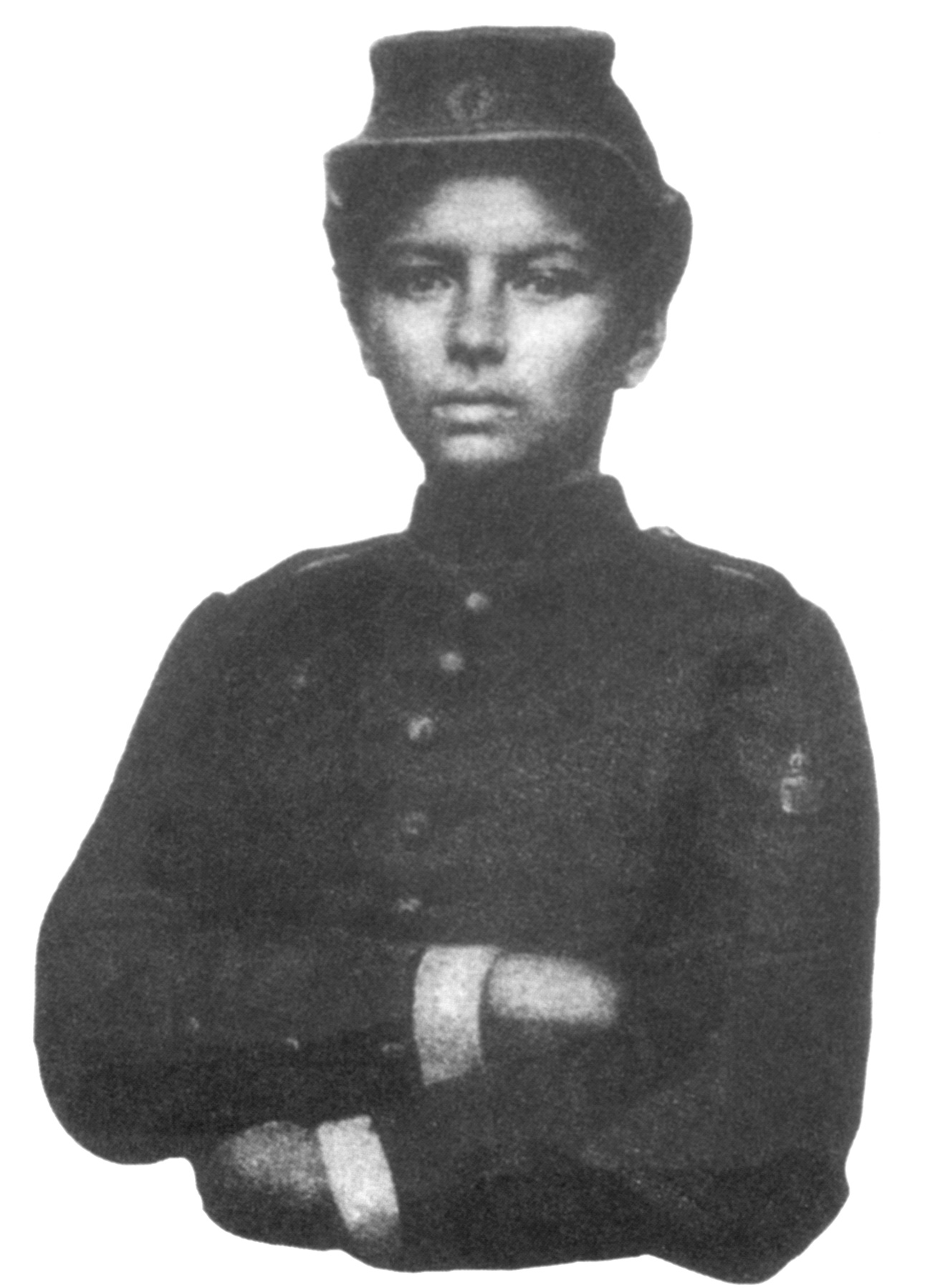
Jovita Feitosa

### Turismo e lazer
O município conta com diversas opções de turismo e lazer.
As noites tauaenses costumam ser agitadas, são muitos os bares e restaurantes espalhados pela cidade.
A gastronomia é um dos pontos fortes de Tauá, procurado pela população e turistas, a carne de carneiro é um marco importante na culinária do mesmo.
São vários pontos túristicos:
- Açude Trici, represa no rio Trici, afluente do rio Jaguaribe;
- Açude Várzea do Boi, represa no rio Carrapateiras, afluente do rio Jaguaribe;
- Memorial do Cólera;
- Museu Regional dos Inhamuns;
- Parque da Cidade;
- Mercado Público de Tauá;
- Centro de Artesanato;
- Centro de Negócios;
- Serrote Quinamuiú;

### Atrativos naturais
O maior ícone natural é o Serrote Quinamuiú. Ele pode ser avistado de qualquer ponto da cidade. 

### Atrativos culturais
Como atrativos culturais o município de Tauá possui três sítios paleontológicos e 15 arqueológicos, que podem ser visitados, porém só podem ser explorados por pesquisadores profissionais e cadastrados.

#### Atrativos religiosos
- Igreja de Jesus, Maria e José: no distrito de Marrecas, em Tauá, foi construída no início do século XVIII, por volta do ano de 1717. A construção é bastante singela, porém apresenta características significativas. Construída em alvenaria estrutural, a igreja possui paredes que chegam a ter 1 metro de largura.
- Igreja de Nossa Senhora do Rosário: inaugurada em 17 de outubro de 1762, por doação do sargento-mor José Rodrigues de Matos, em área com abrangência de 600 braças de terra. A Igreja foi construída com teto em cúpula cilíndrica, sendo à época o terceiro do Brasil. Em 1906, sua estrutura foi ampliada com a construção de espaços em suas laterais. Este monumento cultural também está tombado pelo Poder público estadual.

#### Festival do Berro dos Inhamuns
O Festival do Berro dos Inhamuns, ou mais popularmente conhecido por FestBerro, é a maior feira agropecuária do Ceará. É realizada anualmente, geralmente no mês de novembro, no Parque de Exposição Pedro Alexandrino Feitosa. O evento se constitui através de festivais cultural e gastronômico, vaquejada, rodadas de negócios, exposições de animais, oficinas e cursos voltados para a cadeia produtiva da ovinocaprinocultura. Foi realizado pela primeira vez em 2003. O evento, é organizado pela prefeitura juntamente com a Associação dos Criadores de Ovinos e Caprinos dos Inhamuns (Ascoci) e o Sindicato Rural de Tauá.

#### Chitão dos Inhamuns
O Chitão dos Inhamuns, é o maior evento junino da região dos Inhamuns. É realizado em três dias, geralmente no mês de julho e agosto, e conta com a participação de quadrilhas do município e de cidades vizinhas.

#### Feira Municipal de Animais
A Feira Municipal de Animais, é um evento realizado pela Associação dos Criadores de Ovinos e Caprinos dos Inhamuns, com o apoio e patrocínio da prefeitura. Foi realizado pela primeira vez de 2023, e reúne produtores agropecuários da região.

## Esporte
A Associação Desportiva Tauá é o time de futebol profissional de Tauá. Possui a alcunha de Carneiro de Sertões dos Inhamuns, e seria seus jogos no Estádio Gerardo Feitosa, localizado no bairro Colibris. O clube foi vice-campeão da Série C no ano de 2008. Desde 2011, o clube está licenciado.

## Filhos ilustres
- Jovita Feitosa – voluntária que lutou na Guerra do Paraguai.
- João Filipe Pereira – engenheiro civil, Ministro das Relações Exteriores e Ministros dos Transportes.
- Chiquinho Feitosa — senador da República pelo Ceará.
- Fausto Barreto – filólogo, jornalista, professor e político brasileiro.
- Joaquim Pimenta – jurista e procurador do Ministrério do Trabalho.
- Luís Marques – prefeito de Fortaleza e deputado federal pelo Ceará.
- Vicente Fialho – Ministro de Minas e Energia, prefeito de Fortaleza e de São Luís.
- Naumi Amorim — político, prefeito da cidade de Caucaia.
- Abigail Feitosa – Foi Deputada federal da Bahia Na constituinte entre 1987 até 1991